# 粟井村 (岡山県)
粟井村（あわいそん）は、岡山県英田郡にあった村。1900年3月31日までは吉野郡に属した。

## 概要
現在の美作市粟井中・小野・小房・梶原・鷺巣に当たる。
この地は美作国発足当時は英多郡粟井郷に属し、その後荘園が発達すると粟井荘となった。村名は粟井荘から命名された。

## 沿革
- 1883年（明治16年）2月15日 - 連合戸長役場制度発足により、吉野郡第十部戸長役場を小野村に設置し、同村および梶原村・小房村・粟井中村・鷺巣村を管轄[1][3]。
- 1889年（明治22年）6月1日 - 町村制施行に伴い、第十部戸長役場管轄区域の5村が合併し、粟井村が発足。大字小野に役場を置く[2]。
- 1893年（明治26年）- 小野にあった尋常有終小学校が尋常粟井小学校となる[2]。
- 1900年（明治33年）4月1日 - 吉野郡が英田郡と合併し、英田郡となる。
- 1914年（大正3年） - 尋常粟井小学校と高等双山小学校が合併して粟井尋常高等小学校となる[2]。
- 1953年（昭和28年）9月1日 - 英田郡江見町・土居町・福山村・吉野村と合併して作東町となる。

## 地名の読み方
- 粟井中（あわいなか）
- 小野（おの）
- 小房（おぶさ）
- 梶原（かじわら）
- 鷺巣（さぎす）

## 現在の様子

### 郵便番号
- 709-4201 美作市小房
- 709-4202 美作市梶原
- 709-4203 美作市小野
- 709-4204 美作市鷺巣
- 709-4205 美作市粟井中

### 教育

#### 幼稚園
- 美作市立粟井幼稚園（2015年3月閉園）[4]

#### 小学校
- 美作市立粟井小学校（2015年3月閉校）[4][5]

### 交通

#### 鉄道
旧村内を走る鉄道およびその駅なし

#### 道路

##### 高速道路
旧村内を走る高速道路なし

##### 国道
- 国道429号

##### 県道
- 主要地方道

旧村内を走る主要地方道なし
- 一般県道
  - 岡山県道161号市場佐用線
  - 岡山県道358号鷺巣溝口線

### 河川・山岳

#### 河川
- 粟井川
- 小房川

### 名所・旧跡・観光スポット・祭事・催事

#### 旧跡
- 粟井中村城跡

### 寺院・神社

#### 寺院
- 円福寺

#### 神社
- 春日神社